# Courcelles, Nièvre
Courcelles är en kommun i departementet Nièvre i regionen Bourgogne-Franche-Comté i de centrala delarna av Frankrike. Kommunen ligger i kantonen Varzy som tillhör arrondissementet Clamecy. År 2022 hade Courcelles 228 invånare.

## Befolkningsutveckling
Antalet invånare i kommunen Courcelles
| Referens: INSEE |